# 斯帕雷站
斯帕雷站是文茨皮尔斯-图库姆斯铁路线上的一个火车站，车站建于1901年，附近的居民点是斯帕雷村。